# 锦纶街道
锦纶街道，是中华人民共和国山西省晋中市榆次区下辖的一个乡镇级行政单位。

## 行政区划
锦纶街道下辖以下地区：
建东社区、锦东社区、荣复社区、建设路社区、王湖东社区、王湖西社区、北郊东社区和八一社区。